# Katarzyna Barlewicz
Katarzyna Barlewicz (ur. 3 sierpnia 1990 w Lesku) – polska piłkarka, a następnie trenerka piłkarska.

## Kariera zawodnicza
Wychowanka Sanovii Lesko. W latach 2004–2006 występowała w Sokole Kolbuszowa Dolna, następnie w Cisach Nałęczów, aby w 2007 r. wrócić do Sokoła. W latach 2007–2009 występowała w AZS Wrocław, a w latach 2009–2013 w Pogoni Szczecin. W 2013 r. przeszła do Zagłębia Lubin, w którym rok później zakończyła zawodniczą karierę. Wraz z AZS Wrocław zdobyła mistrzostwo Polski (2008) i wicemistrzostwo (2009).
W latach 2005–2006 występowała w reprezentacji Polski U-17, a następnie w kadrze U-19. W lutym 2010 r. została po raz jedyny powołana do seniorskiej reprezentacji kraju na dwa towarzyskie spotkania międzypaństwowe podczas zgrupowania na Cyprze. Zadebiutowała w niej 20 lutego 2010 w przegranym 0:3 meczu z Kanadą w Larnace, a 23 lutego 2010 zagrała w drużynie narodowej po raz drugi i ostatni, w wygranym 3:0 pojedynku przeciwko Cypryjkom.

## Kariera trenerska
W latach 2016–2017 była trenerką II drużyny AZS Wrocław, występującej w I lidze. Następnie została asystentką selekcjonerki Niny Patalon w kadrze Polski U-19 (2019–2021), w 2021 była II trenerką drużyny narodowej. Pod koniec 2021 objęła funkcję selekcjonerki reprezentacji Polski U-19. W 2024 została selekcjonerką kadry U-15. Jako trenerka pracowała również w SMS Junior Wrocław, młodzieżowych zespołach AZS Wrocław i akademii Śląska Wrocław.